# Энлиль
Энли́ль (букв. «Владыка-ветер», аккад. Э́ллиль) — в шумеро-аккадской мифологии бог ветра, воздуха, земли и бурь; верховный бог шумерского пантеона, но позже также стал почитаться аккадцами, вавилонянами, ассирийцами и хурритами. Культовый центр Энлиля располагался в Ниппуре.

## Имя
Имя Энлиля происходит от шумерского «эн» («господин») + «лиль» («ветер») и не стоит в родительном падеже. Это указывает на то, что Энлиль воспринимался как персонификация ветра, а не его причина.

## Иконография
В месопотамской иконографии Энлиля изображали не антропоморфно, а обозначали символом рогатой шапки, состоявшая из семи пар сложенных бычьих рогов. Такие короны были важным символом божеств, которые изображались в них с приблизительно III тысячелетия до н. э.. Рогатая шапка формой и значением оставалась неизменной с раннего периода шумерской предыстории до времён Персидского завоевания и далее.
У шумеров была система нумерологии, где определённые числа, по поверьям, несли определённый сакральный смысл. Согласно этой системе Энлилю соответствовало число 50. Энлиль считался частью триады богов помимо Ану и Энки. Все эти три божества олицетворяли неподвижные звёзды в ночном небе: Ану означал небесный экватор, Энлиль — северное небо, а Энки — южное. Энлиль ассоциировался с созвездием Волопаса.

## Мифология
Энлиль — один из трёх великих богов (наряду с Ану и Эа). Сын Ану (неба) и богини Ки (земли), которых в аккадской мифологии звали соответственно Аншар и Кишар.
Энлиль, кто сидит широко на белом престоле, на высоком престоле,

Кто совершенствует законы власти, главенства и царствия,

Боги Земли склоняются в страхе перед ним,

Боги Небес смиренны перед ним…— Шумерский гимн Энлилю в переводе Самюэля Крамера
Согласно мифам, Энлиль отделил небо от земли, создал сельскохозяйственные орудия, божеств скотоводства и земледелия, приобщил к культуре людей. Считалось также, что Энлиль насылает стихийные бедствия. В эпосе о Гильгамеше Энлиль назван одним из инициаторов всемирного потопа с целью уничтожения человечества.
Энлиль изображался также как божество коварное и злобное (видимо, как персонификация стихии); насылал стихийные бедствия, стремился уничтожить людей потопом и т. д. Супругой Энлиля была богиня Нинлиль. Сыновья — лунный бог Нанна, воин Нинурта, божество подземной стихии Нергал.

## Культ

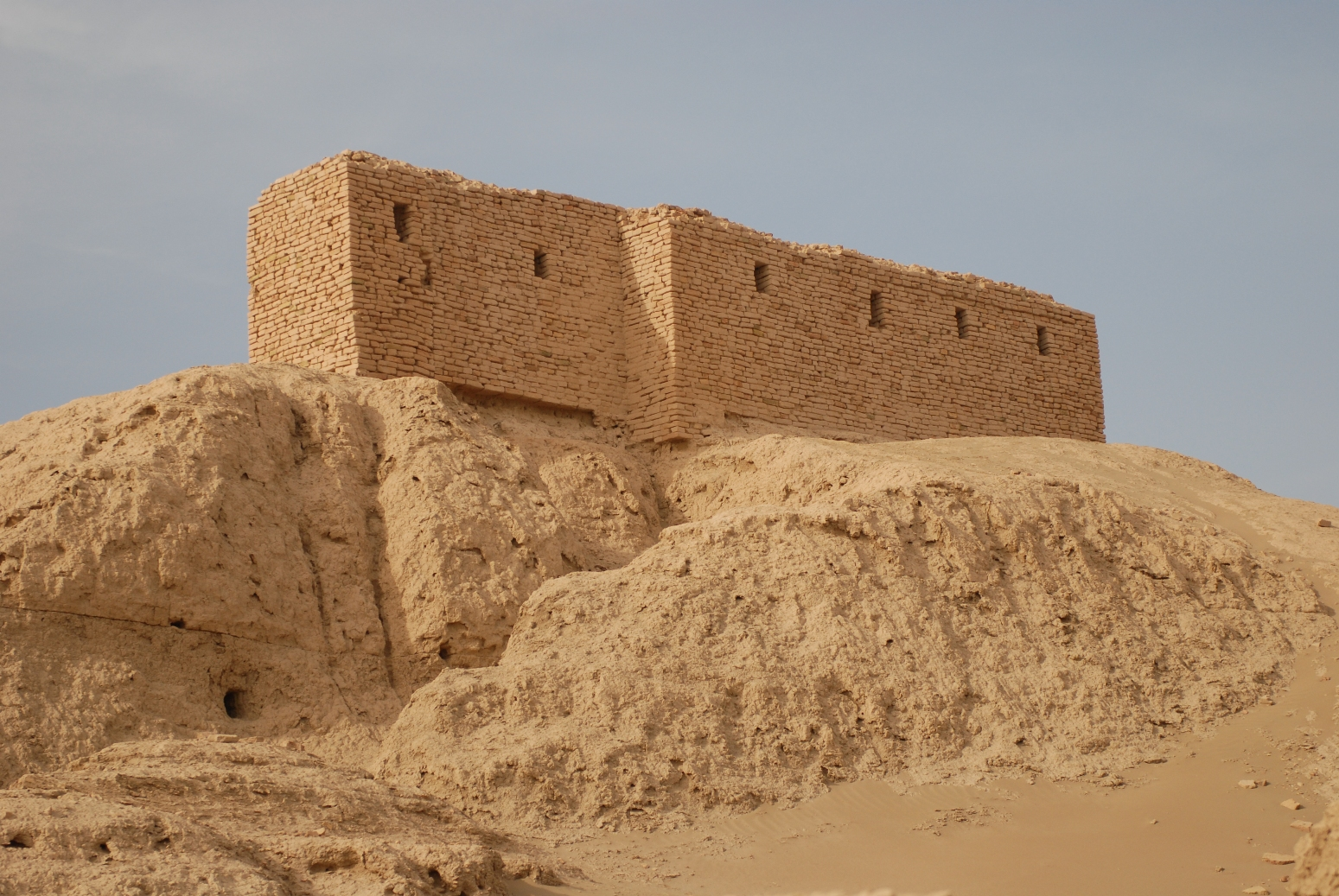
Руины храма в Ниппуре

С ослаблением культа бога Ану (ок. XXIV век до н. э.) влиятельным божеством стал Энлиль.
Культовым центром Энлиля был в Ниппуре храм Экур (переводится как «Горный дом»), который, по поверьям, построен самим Энлилем и является местом соединения небес и земли. Религиозный гимн (Туммальская надпись) времён правления Ур-Намму (III династии Ура) детально описывает великолепие храма, отмечает украшенные мифической птицей Анзуд врата.
Люди почитали Энлиля, принося к его статуе подношения, которые после ритуала забирали жрецы храма. Шумеры почитали Энлиля как покровителя, без которого цивилизация не могла бы существовать, присматривающего за людьми и их благополучием, называли «Великой горой» и «Правителем чужих земель», «свирепой бурей», «диким быком», «торговцем». Месопотамцы Энлиля, также известного как Нунамнир, считали отцом и создателем, владыкой вселенной, называемым (по крайней мере в одном тексте) «Восточным ветром и Северным ветром»).
Правители путешествовали к Экуру, чтобы легитимизировать свою власть (даже в Вавилонский период, когда Мардук считался верховным богом), делали подношения после военных походов. Ниппур остался единственным городом, где не возводили дворец, что указывало на Энлиля как единственного правителя города.